# 700

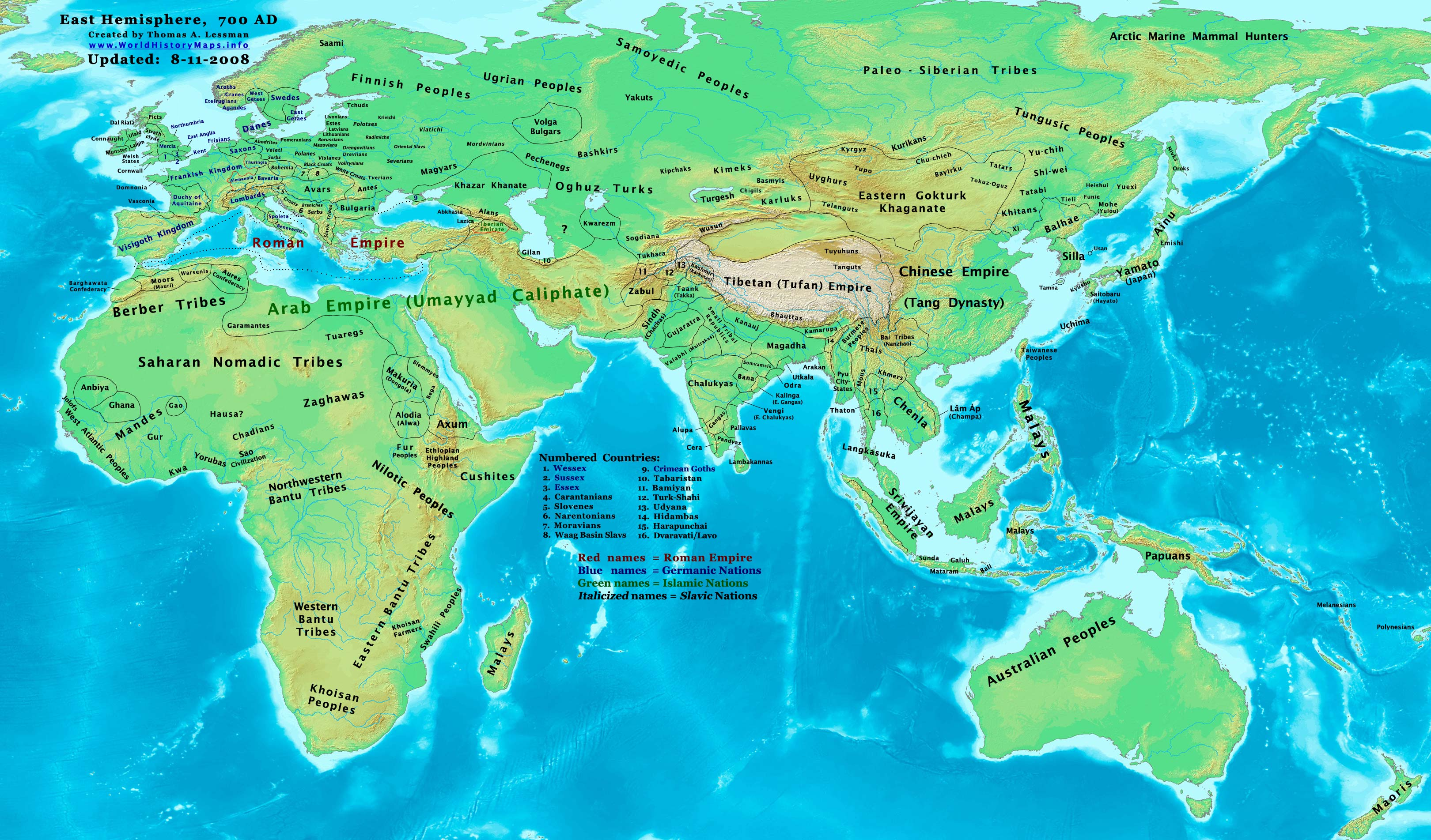
Het oostelijk halfrond in 700

Het jaar 700 is het 100e jaar in de 7e eeuw volgens de christelijke jaartelling.

## Gebeurtenissen

### Europa
- Na de dood van Cunibert volgt zijn minderjarige zoon Liutpert hem op als koning van de Longobarden onder regentschap van Ansprand.
- Asparoech, stichter van het Eerste Bulgaarse Rijk, overlijdt en wordt opgevolgd door zijn zoon Tervel als koning (khan) van de Bulgaren.

### Arabische Rijk
- Musa ibn Nusair verslaat de opstandige Berbers in Algerije en beëindigt het verzet tegen de Arabische invasie in Noord-Afrika.
- Pantelleria wordt door Arabieren veroverd en de bewoners worden tot slaaf gemaakt. Het eiland ontwikkelt zich tot piratennest.
- Mohammad ibn al-Ash'ath komt in opstand tegen kalief Abd al-Malik in de provincies Sistan en Beloetsjistan (huidige Iran).

## Religie
- Adomnán weet de Ierse koningen te overtuigen de Cáin Adomnáin aan te nemen. Deze wet beschermt de positie van vrouwen en geestelijken in het door stammentwisten geteisterde Ierland.
- Willibrord, Engelse monnik uit Northumbria, sticht een missiepost in Emmerik. Hij begint een missietocht naar Thüringen. (waarschijnlijke datum)
- In Lichfield (West Midlands) wordt een kathedraal gebouwd om de stoffelijke resten van bisschop Chad te bewaren.

## Geboren
- Aistulf, koning van de Longobarden (waarschijnlijke datum)
- Charibert van Laon, Frankisch edelman (waarschijnlijke datum)
- Gaubald, bisschop van Regensburg (waarschijnlijke datum)
- Virgilius van Salzburg, Iers missionaris (waarschijnlijke datum)
- Willibald, bisschop van Eichstätt (waarschijnlijke datum)

## Overleden
- Asparoech, koning van de Bulgaren
- Cunibert, koning van de Longobarden
- 8 juli - Disibod (81), Iers bisschop
- Reinildis, Frankisch pelgrim (waarschijnlijke datum)